# Заман (газета, Россия)
«Заман» (с карач.-балк. — «Время») — общественно-политическая газета на карачаево-балкарском языке, издающаяся в Кабардино-Балкарии. Газета освещает общественно-политические события, происходящие в республике, а также публикует материалы по истории и культуре балкарцев.
Газета выходит 3 раза в неделю в формате А2. Тираж — 1767 экземпляров. Учредителями газеты являются парламент и правительство Кабардино-Балкарии.

## История
В 1924 году русскоязычная газета «Красная Кабарда», созданная в 1921 году, была переименована в «Карахалк» и стала издаваться на русском, кабардинском и балкарском языках. В 1931 году она была разделена на три издания — русскоязычное «Ленинский путь» (сейчас «Кабардино-Балкарская правда»), кабардиноязычное «Ленин гъуэгу» (сейчас «Адыгэ псалъэ») и балкароязычное «Ленинчи жол».
В 1944—1957 годах газета переставала издаваться в связи с депортацией балкарцев. С 1957 года газета издавалась под названием «Коммунизмге жол» (с карач.-балк. — «Путь к коммунизму»). В 1992 году сменила название на «Заман» (с карач.-балк. — «Время»).

## Сотрудники
В газете работал ряд известных балкарских писателей и поэтов. Среди них — Х. Х. Кациев.